# Mały Kopieniec (Dolina Olczyska)

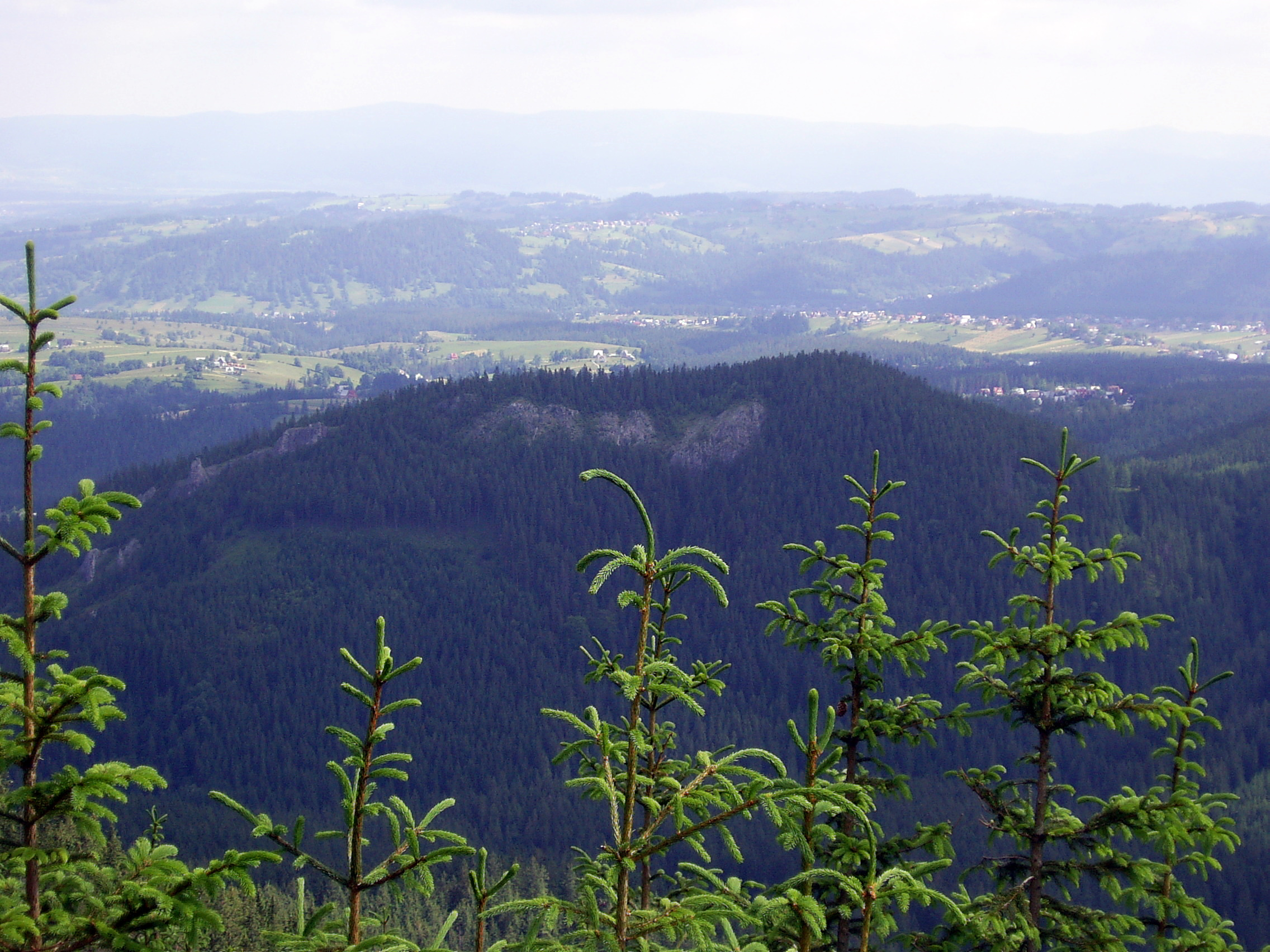
Blick vom Gipfel Skupniów Upłaz

Die Mały Kopieniec  ist ein Berg in der polnischen Westtatra mit 1167 Metern Höhe auf dem Nordgrat des Kasprowy Wierch.

## Lage und Umgebung
Die Staatsgrenze verläuft über den Hauptgrat der Tatra. Die Mały Kopieniec befindet sich nördlich des Hauptkamms. Unterhalb des Gipfels liegen zwei Täler, das Tal Dolina Gąsienicowa im Osten und das Tal Dolina Bystrej im Westen.

## Tourismus
Die Mały Kopieniec ist bei Wanderern beliebt. Sie liegt auf dem Weg von der oberen Seilbahnstation auf dem Kasprowy Wierch nach Zakopane.

### Routen zum Gipfel
Der Wanderweg verläuft westlich des Gipfelbereichs. Der Gipfel selbst ist für Wanderer nicht zugänglich.
- ▬ Ein grün markierter Wanderweg führt vom  Zakopaner Stadtteil Toporowa Cyrhla über das Tal Dolina Olczyska hinab in den Zakopaner Stadtteil Jaszczurówka.

Als Ausgangspunkt für eine Besteigung der Hänge aus den Tälern eignen sich die Murowaniec-Hütte und die Kondratowa-Hütte sowie das Kalatówki-Berghotel.

## Belege
- Zofia Radwańska-Paryska, Witold Henryk Paryski: Wielka encyklopedia tatrzańska. Poronin, Wyd. Górskie, 2004, ISBN 83-7104-009-1.
- Tatry Wysokie słowackie i polskie. Mapa turystyczna 1:25.000, Warszawa, 2005/06, Polkart, ISBN 83-87873-26-8.

## Panorama

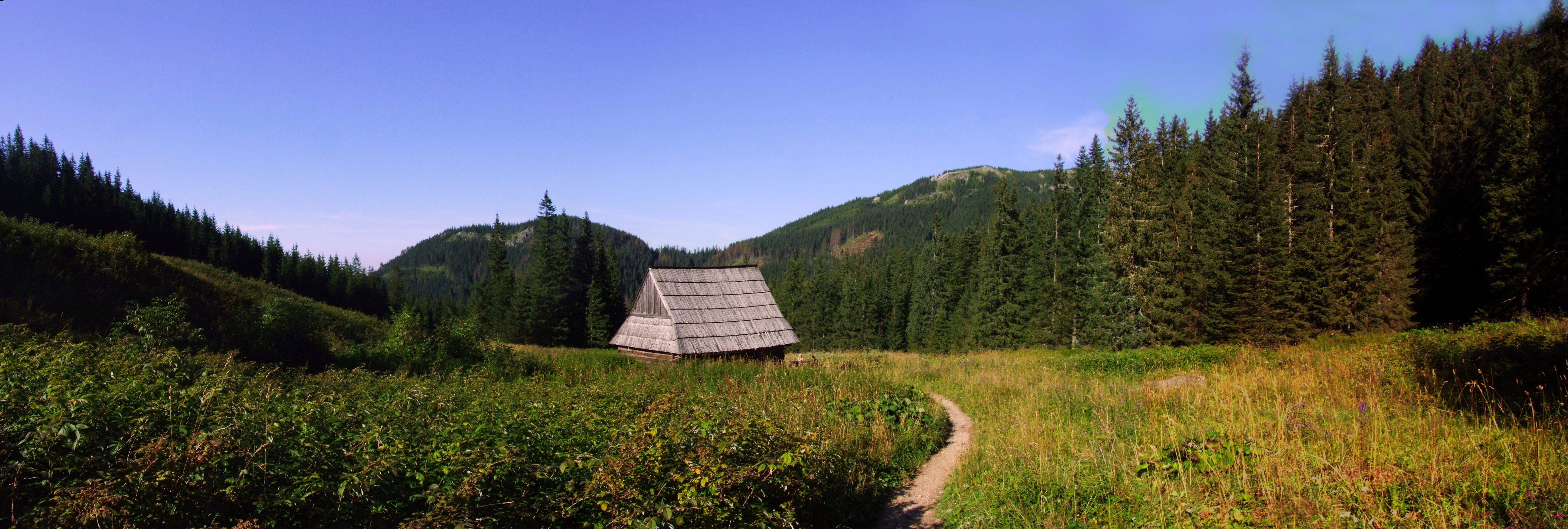
Blick von der Alm Polana Olczysko, links im Bild